# Бечвая, Кирилл Георгиевич
 Кирилл Георгиевич Бечвая (груз. კირილ გეორგიევიჩ ბეჩვაია; 1903, с. Диди-Чкони, Сенакский уезд, Кутаисская губерния, Российская империя — май 1974) — советский государственный и партийный деятель.

## Биография
- Кирилл Бечвая начал свою карьеру на комсомольской работе.
- с 1934 1-й секретарь Гегечкорского районного комитета КП(б) Грузии, затем до 1937 1-й секретарь Зугдидского районного комитета КП(б) Грузии
- в 1937 по 1940 1-й секретарь Абхазского областного комитета КП(б) Грузии
- с 20.03.1940-14.05.1940 народный комиссар лесной промышленности Грузинской ССР
- 1940—1943 начальник Политуправления Народного комиссариата земледелия Грузинской ССР, одновременно заместитель народного комиссара земледелия Грузинской ССР
- 1943—1944 1-й секретарь Потийского городского комитета КП(б) Грузии
- 1944—1951 1-й секретарь Аджарского областного комитета КП(б) Грузии
- арестован в 50-х годах